# Marie Bertram
Marie Bertram, geborene Maria Meier, auch Marie Mayer (8. Dezember 1838 in Graz – 3. Dezember 1882 in Stuttgart) war eine österreichische Opernsängerin (Sopran).

## Leben
Bertram war Mitglied der Opern in Graz (1853 bis 1856), Riga (1856 bis 1857), Hamburg (1857 bis 1858), Leipzig (1858 bis 1862), Darmstadt (1862 bis 1864) und Wiesbaden (1866).
Verheiratet war sie mit dem Opernsänger Heinrich, ihr Sohn Theodor war ebenfalls Opernsänger und ihr Sohn Ernst Schauspieler.